# Татарськіт
Татарськіт (рос. татарскит; англ. tatarskite; нім. Tatarskit m) — мінерал, водний сульфатокарбонат кальцію та магнію. Названий за прізвищем радянського петрографа і мінералога В. Б. Татарського (В.Лобанова, 1963).

## Опис
Хімічна формула: Ca3Mg[SO4|CO3|Cl2|(OH)2]•3,5H2O.
Склад у % (з Прикаспійської низовини): CaO — 36,32; MgO — 6,78; SO3 — 15,45; CO2 — 9,60; Cl2 — 14,84; H2O+ — 16,65; H2O- — 0,35.
Домішки: K2O, Na2O, Al2O3, SiO2, F, TiO2, P2O5.
Сингонія ромбічна. Форми виділення: тонко-зернисті аґреґати. Спайність досконала. Густина 2,34. Тв. 2,5. Безбарвний або жовтуватий. Блиск скляний, перламутровий. Прозорий. Утворює гнізда в магнезит-ангідритовій породі, містить карналіт та бішофіт. Супутні мінерали: галіт, ангідрит, гільгардит. Знайдений у керні ангідритової породи в Прикаспійській низовині.